# Run to You (sang)
For Bryan Adams' sang af samme navn, se Run to You
Run to You er titlen på den amerikanske sangerinde, Whitney Houstons fjerde single fra soundtracket til filmen The Bodyguard. Singlen blev udgivet den 6. juni 1993.
| Musik | Spire Denne musikartikel er en spire som bør udbygges. Du er velkommen til at hjælpe Wikipedia ved at udvide den. |